# Wąsowo
Wąsowo (niem. Wonsow) – wieś w Polsce położona w województwie wielkopolskim, w powiecie nowotomyskim, w gminie Kuślin, ok. 8 km na północny wschód od Nowego Tomyśla.

## Historia
W średniowieczu wieś stanowiła własność klasztoru benedyktynów z Lubinia. Od XV wieku do połowy XVII wieku własność Niegolewskich, później wieś często zmieniała właścicieli (Rogowscy, Zakrzewscy). Przejściowo (1776-1781) w posiadaniu Kazimierza Raczyńskiego (ostatniego starosty generalnego Wielkopolski przed II rozbiorem), później w rękach rodziny Sczanieckich.
W okresie Wielkiego Księstwa Poznańskiego (1815-1848) miejscowość wzmiankowana jako Wąsowo należała do wsi większych w ówczesnym powiecie bukowskim, który dzielił się na cztery okręgi (bukowski, grodziski, lutomyślski oraz lwowkowski). Wąsowo należało do okręgu lwowkowskiego i stanowiło część majątku o tej samej nazwie, który należał do Sczanieckich. Według spisu urzędowego z 1837 roku Wąsowo liczyło 574 mieszkańców, którzy zamieszkiwali 58 dymów (domostw).
W 1860 podupadły majątek nabył na licytacji pewien kupiec, a w 1868 r. sprzedał go berlińskiemu bankierowi i przemysłowcowi – Richardowi Hardtowi. Rodzina Hardt przeniosła tutaj wkrótce swoją główną siedzibę (była już wcześniej właścicielem pobliskich Chraplewa i Głuponii).
W latach 1975–1998 miejscowość administracyjnie należała do województwa poznańskiego.

## Zabytki
We wsi, położone w dużym (50 ha), dobrze utrzymanym parku, barokowo-klasycystyczny pałac Sczanieckich, neogotycki zamek von Hardtów (hotel, spłonął w dużej części 19 lutego 2011, lecz został odbudowany) i klasycystyczna kaplica z 1786. Na północnym skraju miejscowości skansen.

## Urodzeni w Wąsowie
- Jan Rożek – polski policjant, powstaniec wielkopolski, uczestnik wojny polsko-bolszewickiej,  i ofiara zbrodni katyńskiej[6].
- Aleksander Broda – żołnierz armii niemieckiej, powstaniec wielkopolski, podoficer Wojska Polskiego. Kawaler Orderu Virtuti Militari[7].

## Bibliografia

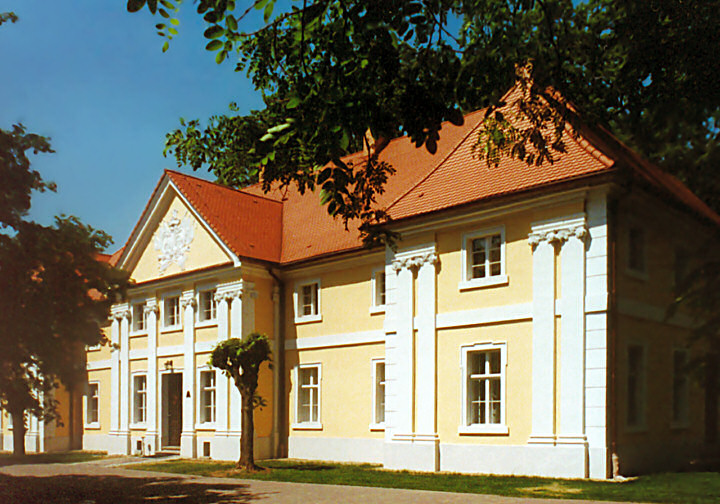
Pałac w Wąsowie